# Jordan Larson
Jordan Quinn Larson, född 16 oktober 1986 i Fremont i Nebraska, är en amerikansk volleybollspelare och -tränare. Larson har vunnit silver (2012), brons (2016) och guld (2021) i volleyboll vid de olympiska spelen med USA:s landslag.
Larson utsågs som mest värdefulla spelare både vid CEV Champions League 2014-2015 och vid världsmästerskapet i volleyboll för klubblag 2015. Hon är sedan sommaren 2023 assisterande tränare för Nebraska Cornhuskers damvolleybollag.